# 藤沢警察署
藤沢警察署（ふじさわけいさつしょ）は、神奈川県警察が管轄する警察署の一つである。
相模方面本部隷下、第六方面に属する大規模警察署。署長は警視が担当する。識別章所属表示はYI。
県下でも有数の観光・娯楽地である「江の島」や鵠沼海岸、片瀬東浜・西浜等の各海水浴場の治安を担う（藤沢駅周辺は警察本部により歓楽街総合対策重点取締地区に指定されている）。
署内に上級部署である相模方面本部が併設されているほか、警備部直轄警察隊（管区機動隊）が配備されている。
管轄区域内には指定暴力団稲川会系組事務所が存在する。

## 所在地
- 〒251-0028 神奈川県藤沢市本鵠沼四丁目1番8号

※ 相模方面本部の位置も同じ住所
- 最寄駅：小田急江ノ島線 本鵠沼駅

## 管轄区域
- 藤沢市南部
  - 管轄面積：24.61km2

## 沿革
- 1877年（明治10年）2月8日 - 神奈川県第9号警察出張所を藤沢警察署に改称。
- 1887年（明治20年）1月 - 高座郡警察署に改称。
- 1893年（明治26年）12月1日 - 藤沢警察署に再度改称。
- 1954年（昭和29年）7月1日 - 警察法の改正に伴い神奈川県藤沢警察署となる。
- 1964年（昭和39年）5月1日 - 藤沢市藤沢1426番地（現在は藤沢市南消防署本町出張所が所在）から同市鵠沼3581番地（現在地）に移転。
- 1984年（昭和59年）4月1日 - 管轄区域のうち、藤沢市北部を新設された藤沢北警察署に移管。
- 1989年  (平成元年)  3月27日 -現庁舎が完成。
- 2000年（平成12年）2月15日 - 藤沢駅前交番を「藤沢駅北口交番」に改称、藤沢駅南口交番を新設。

## 組織
- 署長（警視）
- 副署長（警視）
- 地域担当次長（警視）
- 会計担当次長（警視相当職）
- 刑事兼生活安全担当次長（警視）
- 警務課 - 警務係、住民相談係
- 留置管理課（平成28年度新設） - 管理係
- 会計課 - 会計係
- 生活安全課 - 防犯少年係、経済保安係
- 地域第一課 - 地域企画係、地域係
- 地域第二課 - 地域係
- 地域第三課 - 地域係

（警ら用無線自動車4台、小型警ら車2台）
- 刑事第一課 - 刑事総務係、強行犯係、盗犯係、鑑識係
- 刑事第二課 - 知能犯係、暴力犯係、薬物銃器対策係、国際犯係
- 交通課 - 交通総務係、交通捜査係、交通指導係
- 警備課 - 公安係、外事係、直轄警察隊

（11課体制）

## 交番・駐在所
- 本鵠沼駅交番 - 藤沢市本鵠沼2-13-15
- 藤沢駅北口交番 - 藤沢市藤沢423-2
- 遊行寺坂上交番 - 藤沢市大鋸961-14
- 本町白旗交番 - 藤沢市藤沢2-1-11
- 羽鳥交番 - 藤沢市羽鳥1-6-10
- 辻堂駅前交番 - 藤沢市辻堂1-1-1
- 浜見山交番 - 藤沢市辻堂東海岸4-3-17
- 片瀬江の島交番 - 藤沢市片瀬海岸1-14-1
- 鵠沼海岸駅前交番 - 藤沢市鵠沼海岸2-4-10
- 川名交番 - 藤沢市川名1-9-25

## 駐在所
- 江の島駐在所 - 藤沢市江の島2-2-13
- 辻堂団地駐在所 - 藤沢市辻堂西海岸2-10-7
- 片瀬山駐在所 - 藤沢市片瀬山2-1-8

## 街頭緊急通報装置
- 辻堂駅周辺（藤沢市辻堂神台1丁目）　1基

## 自動車ナンバー自動読取装置（Nシステム）
- 藤沢市鵠沼藤が谷1丁目（国道467号）
- 藤沢市片瀬海岸3丁目（国道134号）
- 藤沢市辻堂元町6丁目（県道30号）
- 藤沢市藤沢4丁目（県道43号）

## 過去の重大事件・事故
- 黒いジェット機事件 - 1959年（昭和34年）9月24日発生
- 藤沢市女子高生殺害事件 - 1967年（昭和42年）1月13日発生
- 藤沢市母娘ら5人殺害事件（警察庁広域重要指定112号事件） - 1982年（昭和57年）5月27日発生